# Mikroregion Médio Araguaia

Mikroregion Médio Araguaia

Mikroregion Médio Araguaia – mikroregion w brazylijskim stanie Mato Grosso należący do mezoregionu Nordeste Mato-Grossense.

## Gminy
- Araguaiana
- Barra do Garças
- Cocalinho
- Novo Santo Antônio